# 西西里的路德維科
西西里的路德維科（義大利語：Ludovico di Sicilia，1338年2月4日—1355年10月16日），西西里國王，1342年至1355年在位。
路德維科出生於卡塔尼亞，是西西里國王皮埃特羅二世和克恩滕的伊莉莎白的次子。在他出生的那天，他的父親向該國各公社公告，宣布他為繼承人。自1325年長子費德里科去世以來，路德維科是皮埃特羅二世的第一個男孩。1338年2月12日，皮埃特羅二世授予卡塔尼亞特權，使其免於向皇室支付慣常的進貢。他還讚揚卡塔尼亞主保圣人阿加莎的介入，因為路德維科出生在她的瞻礼日。

## 繼承王位
1342年8月15日，他的父親逝世時，路德維科只有4歲，他並沒有立即獲得國王的頭銜。他的叔叔蘭達佐公爵喬凡尼已經是彼得的副手，擔任皇帝代理人，接任成為攝政王。在他父親的一生中，路德維科被稱為長子和皇太子。在他父親去世後，在他自己加冕之前，他被封為繼承人。9月10日，約翰命令巴勒莫市民提名他們的代表，在路德維科的加冕典禮上宣誓效忠。路德維科於9月15日在巴勒莫主教座堂加冕，此後他獲得國王的稱號。

## 早期統治
加冕後，路德維科從 1342年10月到至少1343年3月一直住在卡塔尼亞。1344年底，開始談判為路德維科迎娶阿拉貢國王佩德羅四世剛出生的女兒康斯坦絲為妻。1346年6月，匈牙利國王拉約什一世的大使抵達，提議路德維科與匈牙利國王的一位親戚結婚。
1347年11月7日，西西里王國與那不勒斯王國在卡塔尼亞締結和約，那不勒斯王國聲稱擁有西西里島。西西里王國的獨立性得以保留，但路德維科被要求獲得“特里納克里亞”國王的頭銜，這是西西里島的一個古老名稱。該條約從未獲得教皇克勉六世的必要批准。蘭達佐公爵喬凡尼於1348年4月3日去世後，攝政權通過他的遺囑傳給加泰羅尼亞貴族阿拉戈納的布拉斯科二世，他已經是大法官，自1342年10月以來一直是喬凡尼的副手。1348年5月，路德維科居住在墨西拿，當時他確認喬凡尼的兒子費德里科繼承雅典公國和尼奧帕特里亞公國以及蘭達佐公爵爵位。

## 內戰

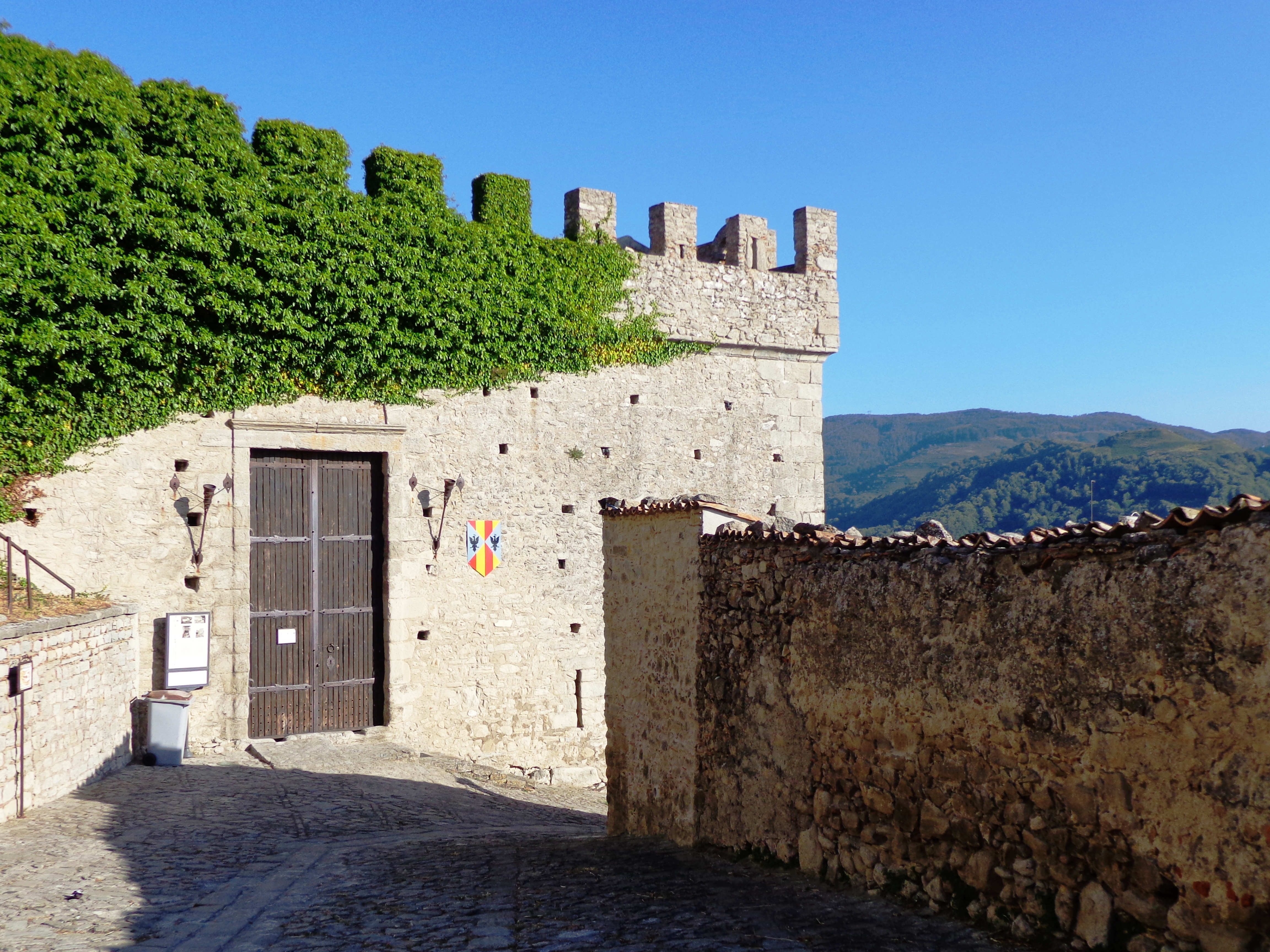
1348年11月，路德維科在蒙塔爾巴諾-埃利科納城堡，當時馬泰奧·帕利齊 (Matteo Palizzi) 接管他的監護權

### 帕利齊的監護權
1348年6月，伯爵馬泰奧·帕利齊在比薩流放歸來。這一行為引發了當地西西里貴族（基亞拉蒙特、帕利斯齊和斯卡洛羅的烏貝蒂家族）與加泰羅尼亞裔貴族（佩拉爾塔、阿拉戈納 和 文蒂米利亞家族）之間的競爭，最終演變為內戰。西西里家族有時被稱為親統治那不勒斯的安茹-西西里王朝）和加泰羅尼亞家族（親阿拉貢王國）。最初，阿拉戈納的布拉斯科二世將路德維科送到卡塔尼亞，但王庭於11月初在陶爾米納停留，然後搬到蒙塔爾巴諾-埃利科納城堡。太后在那裡與在身在墨西拿的伯爵馬泰奧·帕利齊取得聯繫，並讓他成為年輕國王的監護人。 
宜到年底，兩個陣營之間爆發公開戰爭。在內戰期間，路德維科的行動是可以追溯的，他的母親站在親安茹黨的一邊。從3月下旬到1349年4月，路德維科在倫蒂尼，5月和6月初在奧古斯塔。大約在這個時候，於五月到七月之間，太后去世，她的角色由路德維科的姐姐修道院院長科斯坦察接任。從6月下旬到7月，路德維科與軍隊一起圍攻卡塔尼亞。到7月22日，路德維科回到倫蒂尼。9月和10月，他在卡斯特羅喬瓦尼 ，11月在阿吉拉和12月在墨西拿。
1350年9月10日，在國王面前簽署停戰協議。雙方同意暫停敵對行動，直到國王成年後並可以裁決爭端時。1352年2月23日，路德維科十四歲後，馬泰奧·帕利齊敦促他給卡塔尼亞人民寫一封信，宣布他打算開始取消攝政。阿拉戈納的布拉斯科二世譴責這封信，並於8月22日派大使前往路德維科的宮廷。和平終於在十月結束。

### 科斯坦察的攝政
1353年6月9日，路德維科在他的支持者基亞拉蒙特家族陪伴下離開墨西拿，以平息卡斯特羅雷亞萊的叛亂。在陶爾米納，他得到恩里科·羅索伯爵的效忠，但伯爵拒絕幫助他平息叛亂。6月13日，國王在米拉佐平原上，但他很快就回到了陶爾米納，基亞拉蒙特家族在那裡阻止路德維科與名義上的攝政阿拉戈納的布拉斯科二世會面，儘管通過陪伴着他的姐姐科斯坦察干預下達成協議。到6月底，他回到墨西拿，在墨西拿主教座堂參加了他的弟弟喬凡尼（於6月22日去世）的葬禮。
對國王的作出支持的昔日盟友逐漸減少，7月17日，墨西拿的一場民眾騷亂為恩里科·羅索伯爵和西蒙娜·基亞拉蒙特伯爵的武裝部隊打開大門。他們要求路德維科交出他的監護人馬泰奧·帕利齊，他在7月19日拒絕要求。宮殿遭到入侵，但是，當馬泰奧被發現並被殺時，國王及時逃脫。路德維科登上一艘加泰羅尼亞的船，於7月29日抵達卡塔尼亞，在那裡他與阿拉戈納的布拉斯科二世領導下的新盟友會合。國王搬進烏爾西諾城堡。
10月2日，路德維科和布拉斯科二世率領部隊對抗米拉佐的叛軍，但被擊退並於10月24日撤退到卡塔尼亞。11月8日，路德維科宣布基亞拉蒙特家族為叛徒。11月10日的皇家憲章指出，在某個時候，攝政權被轉移到科斯坦察身上。路德維科隨後從卡塔尼亞突圍的嘗試均以失敗告終。11月15日，他進入阿吉拉要塞，然後前往卡拉希貝塔，但他無法攻入卡斯特羅喬瓦尼，並被迫在11月28日之前返回卡塔尼亞的安全地帶。幾天后，他冒險前往陶爾米納，但在12月4日又再一次返回卡塔尼亞。 

## 那不勒斯的入侵和逝世
1354年4月，那不勒斯軍隊在大總管尼科洛·阿恰伊奧利的帶領下，率領一支小型艦隊入侵西西里島，並與基亞拉蒙特家族和其他親安茹-西西里王朝的家族結盟，征服巴勒莫和大部分內陸地區。只有卡塔尼亞和墨西拿仍然在路德維科（即加泰羅尼亞派系）的控制之下。對路德維科來說幸運的是，那不勒斯的新國王路易吉一世拒絕提供維持入侵所需的增援和補給。同年5月，西西里國王（特里納克里亞）派大使前往那不勒斯王國抗議入侵。6月4日，路德維科派遣使者前往阿拉貢向國王佩德羅四世尋求幫助。 
6月，路德維科為基亞拉蒙特家族的老對手文蒂米利亞家族平反，並讓他們恢復宮廷大臣的職位。11月，他親自率領部隊重新征服皮亞扎-阿爾梅里納。他採取進一步行動乘勝追擊，向最西部的西西里亞省份馬扎拉-德爾瓦洛進軍，佔領卡馬拉塔和特拉帕尼。在12月底和1月初，他在卡拉塔菲米塞傑斯塔。只有卡斯特羅諾沃鎮在該省份繼續抵抗。1355年1月17日，路德維科在朱利亞納，但他於2月返回卡塔尼亞。5月13日，他和阿拉戈納的布拉斯科二世從那裡發起對倫蒂尼的攻擊，但對該鎮的圍攻不得不在6月中旬解除。7月10日，卡塔尼亞爆發鼠疫流行病，國王啟程前往墨西拿。 
路德維科從墨西拿領導一場針對巴勒莫的海陸戰役，但只成功地摧毀鄉村。到了9月，他能夠返回卡塔尼亞。可惜路德維科突然患有瘟疫，因而搬到阿奇堡，一座屬於最近去世的蘭達佐公爵費德里科的城堡。路德維科於10月16日在那裡去世，年僅17歲。同一天晚上，他體被轉移到卡塔尼亞城牆外的聖瑪麗亞拉格蘭德教堂。第二天（10 月 17 日），路德維科的葬禮隊伍穿過街道前往聖亞加大主教座堂，他的遺體在那裡與他的祖父費德里科二世和叔叔蘭達佐公爵喬凡被安放在同一個墳墓中。
儘管自他即位以來的聯姻安排一直停滯不前，但路德維科留下了兩名私生子安托尼奥和路易吉，他們被送到巴塞羅那由路德維科的二姐阿拉貢皇后艾蕾諾拉撫養。1355年10月10日，在路德維科去世前幾天，艾蕾諾拉寫信給路德維科，要求重新安排他與繼女康斯坦絲的婚事。路德維科顯然仍與米蘭統治者馬特奧二世·維斯孔蒂的女兒和那不勒斯國王的侄女杜拉佐的瑪格麗特的聯姻安排也在進行中，她比路德維科小10歲。